# Betty Jean Ward
Pour les articles homonymes, voir Ward.
Betty Jean Ward, surnommée B. J. Ward, née le 16 septembre 1944 à Wilmington, est une actrice américaine.

## Filmographie

### Cinéma
- 1985 : Here Come the Littles (en) de Bernard Deyriès : Ashely (voix)
- 1986 : Voltron (Voltron: Fleet of Doom) (vidéo) : Allura / Haggar (voix)
- 1986 : Dot and Keeto : Ant Queen
- 1986 : GoBots: War of the Rock Lords : Small Foot (voix)
- 1987 : G.I. Joe: The Movie (vidéo) : Scarlett (voix)
- 1987 : The Duxorcist : Woman (voix)
- 1988 : Deux chiots en danger (Pound Puppies and the Legend of Big Paw) : Whopper (voix)
- 1988 : SOS Daffy Duck (Daffy Duck's Quackbusters) (voix)
- 1990 : Les Jetson : le film (Jetsons: The Movie) : Additional Voices (voix)
- 1991 : La Putain (Whore) : gérante de cinéma
- 1992 : Monster in My Pocket: The Big Scream (vidéo) : Medusa / Raye Fay (voix)
- 1992 : Tom et Jerry: Le film (Tom and Jerry: The Movie) : Woman's Voice (voix)
- 1993 : The Opposite Sex and How to Live with Them : Giselle Davenport
- 1994 : The Flintstones: Wacky Inventions (vidéo) : Betty Rubble (voix)
- 1994 : Le Retour de Jafar (The Return of Jafar) (vidéo) : Street Mother (voix)
- 1994 : Richard au pays des livres magiques (The Pagemaster) : Queen of Hearts (voix)
- 1995 : Youbi, le petit pingouin (The Pebble and the Penguin) : Megellenic (voix)
- 1996 : The Flintstones Christmas in Bedrock (vidéo) : Betty Rubble (voix)
- 1998 : Pocahontas 2: Un monde nouveau (Pocahontas II: Journey to a New World) (vidéo) : Additional voices (voix)
- 1998 : Scooby-Doo sur l'île aux zombies (Scooby-Doo on Zombie Island) (vidéo) : Vera Dinkley (voix)
- 1999 : Scooby-Doo et le fantôme de la sorcière (Scooby-Doo and the Witch's Ghost) (vidéo) : Velma Dinkley (voix)
- 2000 : Scooby Doo et les extra-terrestres (Scooby-Doo and the Alien Invaders) (vidéo) : Velma Dinkley (voix)
- 2001 : Scooby-Doo et la cybertraque (Scooby-Doo and the Cyber Chase) (vidéo) : Vera Dinkley / Cyber Vera Dinkley
- 2005 : Robots of Mars 3D Adventure : Mechanical Voice
- 2005 : Looking for Comedy in the Muslim World : Barbara Nader

### Télévision
- 1960 : The Bugs Bunny Show (série télévisée) : Additional voices (voix)
- 1962 : Les Jetson (The Jetsons) (série télévisée) : Additional Voices (voix)
- 1977 : A Flintstone Christmas (téléfilm) : Betty Rubble
- 1978 : The New Maverick (en) d'Hy Averback (téléfilm) : B.J. Vinnie's Henchman
- 1978 : Jane de la jungle (Jana of the Jungle) (série télévisée) : Jana (voix)
- 1981 : Space-Stars (série télévisée) : Elektra (voix)
- 1981 : Spider-Man (série télévisée) (voix)
- 1981 : Les Schtroumpfs (The Smurfs) (série télévisée) : Additional Voices (voix)
- 1983 : The Monchhichis (série télévisée) (voix)
- 1983 : G.I. Joe: A Real American Hero (feuilleton TV) : Scarlett (voix)
- 1983 : Saturday Supercade (série télévisée) : Fanny Frog (segment 'Frogger': 1983-1984) (voix)
- 1984 : Voltron (Voltron: Defender of the Universe) (série télévisée) : Allura / Nanny / Haggar (voix)
- 1984 : SuperFriends: The Legendary Super Powers Show (en) (série télévisée) : Jayna (voix)
- 1984 : The Pink Panther and Sons (série télévisée) : Panky / Punkin (voix)
- 1984 : Les Snorky (The Snorks) (série télévisée) : Casey Kelp (voix)
- 1984 : The Voyages of Dr. Dolittle (série télévisée) : Tommy Stubbins (voix)
- 1983 : Les Minipouss (The Littles) (série télévisée) : Ashley Little (1984-1986) (voix)
- 1985 : Malice in Wonderland (téléfilm) : June
- 1985 : Les Treize Fantômes de Scooby-Doo (The 13 Ghosts of Scooby-Doo) (série télévisée) (voix)
- 1985 : The Little Troll Prince (téléfilm) : Mrs. Gnome, One-eyed Witch (voix)
- 1986 : Star Fairies (série télévisée) : Sparkle / Michelle / Mother (voix)
- 1986 : The Super Powers Team: Galactic Guardians (en) (série télévisée) : Wonder Woman (Diana Prince) (voix)
- 1986 : Les Pitous (Pound Puppies) (série télévisée) : Whopper (voix)
- 1986 : The Bugs Bunny and Tweety Show (série télévisée) : Various Characters (voix)
- 1987 : Popeye, Olive et Mimosa (série télévisée) : Rad (voix)
- 1987 : Sab-Rider le chevalier au sabre (Saber Rider and the Star Sheriffs) (série télévisée)
- 1987 : Jonny Quest (série télévisée) : Additional Voices (voix)
- 1988 : Scooby-Doo et le Rallye des monstres (Scooby-Doo and the Reluctant Werewolf) (téléfilm) : Googie / Repulsa (voix)
- 1988 : Rockin with Judy Jetson (téléfilm) : Zippy (voix)
- 1988 : Scooby-Doo : Agence Toutou Risques (A Pup Named Scooby-Doo) (série télévisée) : Additional Voices (voix)
- 1988 : Denver, le dernier dinosaure (Denver, the Last Dinosaur) (série télévisée) : Additional Voices (voix)
- 1988 : The Flintstone Kids' Just Say No Special (téléfilm) : Betty Jean / Mrs. Gravelson / Female Announcer (voix)
- 1988 : Bugs vs. Daffy: Battle of the Music Video Stars (téléfilm) : Additional voices (voix)
- 1990 : Working Girl (série télévisée) : Fran McGill
- 1990 : Super Baloo (TaleSpin) (série télévisée) : Harmond / Additional Voices (voix)
- 1990 : Gravedale High (série télévisée) (voix)
- 1990 : Le Magicien d'Oz (The Wizard of Oz) (série télévisée) : Glinda the Good (voix)
- 1990 : Capitaine Planète (Captain Planet and the Planeteers) (série télévisée) : Federal Spokesman (voix)
- 1991 : Le Tourbillon noir (The Pirates of Dark Water) (série télévisée) : Additional Voices (voix)
- 1991 : James Bond Junior (série télévisée) (voix)
- 1992 : Super Dave: Daredevil for Hire (en) (série télévisée) : Various (voix)
- 1992 : Des souris à la Maison-Blanche (Capitol Critters) (série télévisée) : Additional Voices (voix)
- 1993 : I Yabba-Dabba Do! (téléfilm) : Betty Rubble (voix)
- 1993 : Bonkers (série télévisée) : Additional Voices (voix)
- 1993 : Bubsy (téléfilm) : Allee Cassandra, Oblivia Cat, Teresa Bobcat
- 1993 : Hollyrock-a-Bye Baby (téléfilm) (voix)
- 1994 : Le Conte de Noël des Pierrafeu (A Flintstones Christmas Carol) (téléfilm) : Betty Rubble (voix)
- 1996 : The Story of Santa Claus (téléfilm) : Additional Voices (voix)
- 1998 : Voltron: The Third Dimension (série télévisée) : Allura / Haggar (voix)
- 1999 : The New Woody Woodpecker Show (série télévisée) : Winnie Woodpecker (voix)
- 1999 : The Scooby Doo Project (téléfilm) : Velma Dinkley
- 2001 : Night of the Living Doo (téléfilm) : Velma Dinkley (voix)